# Route 20 (Uruguay)
Pour les articles homonymes, voir Route 20.
La route 20 (espagnol : ruta 20) est l'une des routes nationales de l'Uruguay.  Elle traverse les départements de Río Negro et Tacuarembó.

## Parcours
La route a une longueur totale de 139 km numérotés de 10 à 149 et est divisée en deux sections. Le premier commence sur la route 24 au km 21 dans le département de Río Negro et se dirige vers l'ouest-est jusqu'à la route 3 au km 280. Le tronçon suivant commence sur la même route 3 au km 275, traverse le département de Río Negro en direction du sud-ouest et du nord-est jusqu'au ruisseau Salsipuedes Grande, le traverse et entre dans le département de Tacuarembó où, après avoir parcouru 10 km, il termine son voyage en rejoignant la route 5 au km 266 environ,.

## Caractéristiques
État et type de construction de la route selon la section :
| Section (approximative)    | Type de réseau             | Type de construction | État          |
| -------------------------- | -------------------------- | -------------------- | ------------- |
| Route 24-Route 3           | Réseau secondaire national | Tosca                | Bon           |
| Route 3-Route 4            | Réseau secondaire national | Tosca                | Régulier      |
| Route 4-Arroyo Salsipuedes | Réseau départemental       | Tosca                | Aucune donnée |
| Arroyo Salsipuedes-Route 5 | Réseau national secondaire | Traitement du bitume | Régulier      |